# جير كارلسن
جير كارلسن (بالنرويجية البوكمول: Geir Karlsen)‏ (18 سبتمبر 1948 بشين في النرويج - 26 يوليو 2024) هو لاعب كرة قدم نرويجي في مركز حراسة المرمى. شارك مع منتخب النرويج تحت 19 سنة لكرة القدم ومنتخب النرويج تحت 21 سنة لكرة القدم ومنتخب النرويج لكرة القدم. أما مع النوادي، فقد لعب مع نادي أود ونادي روسنبورغ ونادي فوليرينغا.

## وصلات خارجية
- جير كارلسن على موقع الاتحاد الأوربي (الإنجليزية)
- جير كارلسن على موقع اتحاد النرويج (النرويجية)
- جير كارلسن على موقع قاعدة بيانات كرة القدم.إي يو (الإنجليزية)
- جير كارلسن على موقع ناشيونال فوتبول تيمز (الإنجليزية)
- جير كارلسن على موقع Soccerway.com (الإنجليزية)
- جير كارلسن على موقع عالم كرة القدم.نت (الإنجليزية)